# Liste der Naturdenkmale in Pfinztal
| Naturdenkmale | Anzahl |
| ------------- | ------ |
| FND           | 2      |
| END           | 10     |
| Gesamt        | 12     |

Die Liste der Naturdenkmale in Pfinztal nennt die verordneten Naturdenkmale (ND) der im baden-württembergischen Landkreis Karlsruhe liegenden Gemeinde Pfinztal. In Pfinztal gibt es insgesamt zwölf als Naturdenkmal geschützte Objekte, davon zwei flächenhafte Naturdenkmale (FND) und zehn Einzelgebilde-Naturdenkmale (END).
Stand: 1. November 2016.

## Flächenhafte Naturdenkmale (FND)
| Name                       | Bild | Kennung     | Einzelheiten | Position | Fläche Hektar | Datum        |
| -------------------------- | ---- | ----------- | ------------ | -------- | ------------- | ------------ |
| Feuchtgebiet am Rittnerhof | BW   | 82151010009 | Pfinztal     | ⊙        | 0,1           | 9. Dez. 1987 |
| Schreibers Klamm           | BW   | 82151010008 | Pfinztal     | ⊙        | 1,5           | 9. Dez. 1987 |
| Legende für Naturdenkmal   |      |             |              |          |               |              |

## Einzelgebilde (END)
| Name                                                                                   | Bild | Kennung     | Einzelheiten                                         | Position | Fläche Hektar | Datum         |
| -------------------------------------------------------------------------------------- | ---- | ----------- | ---------------------------------------------------- | -------- | ------------- | ------------- |
| Ahorn, Roßkastanie, Akazie im Garten des ehemaligen Baron-von-Selmnitz-Wasserschlosses | BW   | 82151010003 | Pfinztal                                             | ⊙        | 0,0           | 9. März 1987  |
| Josef-Mall-Kastanienbaum                                                               | BW   | 82151010001 | Pfinztal                                             | ⊙        | 0,0           | 9. März 1987  |
| Söllinger Speierling am Burgweg                                                        | BW   | 82151010011 | Pfinztal Nicht mehr in der LUBW-Datenbank vorhanden. | ⊙        | 0,0           | 9. Dez. 1987  |
| Söllinger Speierling im Pfaffenhalden                                                  | BW   | 82151010010 | Pfinztal                                             | ⊙        | 0,0           | 9. Dez. 1987  |
| Speierling am Friedhof                                                                 | BW   | 82151010015 | Pfinztal                                             | ⊙        | 0,0           | 12. Dez. 1995 |
| Speierling im Lerchenberg                                                              | BW   | 82151010014 | Pfinztal                                             | ⊙        | 0,0           | 12. Dez. 1995 |
| Speierling im Vorderen Bohrain                                                         | BW   | 82151010012 | Pfinztal                                             | ⊙        | 0,0           | 12. Dez. 1995 |
| St.-André-Eiche                                                                        | BW   | 82151010007 | Pfinztal                                             | ⊙        | 0,0           | 9. März 1987  |
| 2 Linden am Park                                                                       | BW   | 82151010004 | Pfinztal                                             | ⊙        | 0,0           | 9. März 1987  |
| 3 Speierlinge im Riß                                                                   | BW   | 82151010013 | Pfinztal                                             | ⊙        | 0,0           | 12. Dez. 1995 |
| Legende für Naturdenkmal                                                               |      |             |                                                      |          |               |               |